# Luis-Fernando Rizo-Salom
Luis-Fernando Rizo-Salom, né le 6 décembre 1971 à Cali et mort accidentellement le 21 juillet 2013 au Gault-Saint-Denis (Eure-et-Loir), est un compositeur colombien de musique classique contemporaine qui a habité et travaillé à Paris entre 1999 et 2013,,,.

## Biographie
Luis-Fernando Rizo-Salom obtient une maîtrise de composition à l’Université Pontifical Javeriana à Bogota en 1998. En 1999, il part en France afin de poursuivre sa formation auprès d’Emmanuel Nunes au Conservatoire national supérieur de musique de Paris. Intéressé par l’informatique musicale et les nouvelles technologies, il suit le Cursus de composition et d’informatique musicale de l’IRCAM en 2005 où il compose Big Bang pour alto et électronique.
Entre 2005 et 2007, il est compositeur en résidence à la Casa de Velazquez à Madrid. Il reçoit également le soutien des institutions tels que la fondation Nadia et Lili Boulanger, le gouvernement colombien, l’Académie Villecroze, les fondations Meyer, Tarrazi et Legs Saint-Paul et le prix Georges Wildenstein (Académie de Beaux Arts). Ses œuvres sont des commandes du Concert Hall Shizuoka (Japon), de l'État (Ministère de la Culture), de l’Orchestre national d’Ile-de-France, du Festival du Larzac, de la Sacem, de l’IRCAM, de Radio France et du Steirisches Kammermusik Festival.
Récompensées lors des concours de composition comme le Prix de la Fondation Salabert en 2004, le Prix Forum international des jeunes compositeurs en 2002 (Canada), le Prix de l'Université d’Evry, le Prix Paso al Arte (Colombie), ses œuvres sont interprétées par d'importants ensembles et solistes comme l'Ensemble intercontemporain, les ensembles Court-Circuit, L’Itinéraire, 2e2m, Nouvel Ensemble Moderne, Studio New Music (Russie), Remix (Portugal), l'Orchestre national d’Ile-de-France et par Christophe Desjardins, Peter Rundel, Mark Foster, Lorraine Vaillancourt, Jean Deroyer, Pascal Rophé, Susanna Mälkki, Pierre Roullier.
Son œuvre comprend des pièces de chambre, d'orchestre et d'électroacoustique, jouées dans plusieurs festivals de musique contemporaine en Colombie, France, Angleterre, Russie, Autriche, Italie, Portugal, Espagne, Allemagne et Canada, et diffusées par les radios nationales canadienne, française et colombienne.
En 2013 paraît un cd monographique avec ses œuvres de musique de chambre, produit et financé par la Salle de Concerts Luis Angel Arango à Bogota, avec le soutien de la Banque nationale de Colombie.
Luis-Fernando Rizo-Salom trouve la mort dans un accident de deltaplane, dont il était champion de France en 2011.